# Bernard Bachrach
Bernard Stanley Bachrach (* 14. Mai 1939 in der Bronx, New York City; † 14. Juli 2023) war ein US-amerikanischer Mittelalterhistoriker. Er war Professor an der University of Minnesota Twin Cities. Er galt als Experte für Militärgeschichte der Merowinger und Karolinger. Zudem war er auf dem Gebiet der Medizingeschichte tätig.

## Leben und Werk
Bachrach besuchte die Jamaica High School in Queens mit dem Abschluss 1957 und erhielt 1962 seinen Bachelor-Abschluss am Queens College. Er wurde an der University of California, Berkeley bei Bryce D. Lyon (und Francois Ganshof) promoviert. Danach war er ab 1967 Assistant Professor für Geschichte an der University of Minnesota, an der er später eine volle Professur erhielt.
Bachrach vertritt einen Standpunkt der Kontinuität von römischer Spätantike im frühen Mittelalter in West- und Mitteleuropa auch im Militärwesen, sowohl in der Organisation als auch in Strategie und Taktik. Darüber stritt er unter anderem in einer Kontroverse mit Richard Abels. Er veröffentlichte auch über die frühe Geschichte der Grafschaft Anjou (einschließlich einer Biographie von Fulk Nerra, den er in der Tradition spätrömischer Konsuln sieht), Judentum im Mittelalter, Kindheit im Mittelalter (und Psychologie mittelalterlicher Mystiker und Asketen und Geisteskrankheiten im Mittelalter, mit dem Psychiater und Medizinhistoriker Jerome Kroll), Geschichte der Alanen und Geschichte von Institutionen im frühen Mittelalter. Sein Sohn ist der Historiker David S. Bachrach. Mit ihm gab er 2014 eine Übersetzung ins Englische von Widukind von Corvey heraus. Er übersetzte auch die Liber Historiae Francorum ins Englische (Lawrence, Kansas: Coronado Press 1973).

## Schriften
- Merovingian Military Organization, 481–751, University of Minnesota Press 1972
- A History of the Alans in the West: From Their First Appearance in the Sources of Classical Antiquity Through the Early Middle Ages, University of Minnesota Press, 1973
- Early Medieval Jewish Policy in Western Europe, Minneapolis, 1977
- The Anatomy of a Little War, a diplomatic and military history of the Gundovald affair (568–586), Westview Press, 1994
- State-Building in Medieval France: Studies in Early Angevin History, Ashgate Publ. 1995
- Armies and Politics in the Early Medieval West, Variorum, 1993.
- Fulk Nerra, the Neo-Roman Consul, 987–1040, University of California Press 1993
- Warfare and Military Organisation in Pre-Crusade Europe, Ashgate Publ. 2002
- mit Jerome Kroll: The mystic mind, Routledge 2005
- Early Carolingian Warfare. Prelude to Empire, University of Pennsylvania Press 2011
- Charlemagne’s Early Campaigns (768–777). A diplomatic and military analysis, Brill 2013